# 1019
| Calendário gregoriano                                                        | 1019 MXIX                                             |
| Ab urbe condita                                                              | 1772                                                  |
| Calendário arménio                                                           | 468 – 469                                             |
| Calendário bahá'í                                                            | -825 – -824                                           |
| Calendário budista                                                           | 1563                                                  |
| Calendário chinês                                                            | 3715 – 3716 Início a 8 de fevereiro (aproximadamente) |
| Calendário copta                                                             | 735 – 736                                             |
| Calendário etíope                                                            | 1011 – 1012                                           |
| Calendários hindus - Vikram Samvat - Calendário nacional indiano - Cáli Iuga | 1074 – 1075 940 – 941 4119 – 4120                     |
| Calendário Holoceno                                                          | 11019                                                 |
| Calendário islâmico                                                          | 409 – 410                                             |
| Calendário judaico                                                           | 4779 – 4780                                           |
| Calendário persa                                                             | 397 – 398                                             |
| Calendário rúnico                                                            | 1269                                                  |
| Calendário solar tailandês                                                   | 1562                                                  |

1019 (MXIX, na numeração romana) foi um ano comum do século XI do Calendário Juliano, da Era de Cristo, e a sua letra dominical foi D (53 semanas), teve início a uma quinta-feira e terminou também a uma quinta-feira.
No território que viria a ser o reino de Portugal estava em vigor a Era de César que já contava 1057 anos.
| Ano completo                        |
| ----------------------------------- |
| Ano comum com início à quinta-feira |

## Eventos
- Extinção do Emirado de Necor, o primeiro estado muçulmano independente no noroeste de África, fundado em 710.
- Zaui ibne Ziri, líder berbere zírida abandona o trono da dinastia zírida de Granada, por si criada em 1013.
- Habus Almuzafar usurpa o trono do reino zírida de Granada, afastando do poder o seu primo Bologuine e os seus irmãos, filhos do fundador da dinastia zírida.